# Simão Rocha
Simão Pedro Dias da Rocha, noto semplicemente come Simão Rocha (Paços de Ferreira, 13 dicembre 2000), è un calciatore portoghese, difensore del CFR Cluj.

## Carriera
Cresciuto nei settori giovanili di Freamunde e Paços Ferreira, nel 2019 firma il primo contratto professionistico con il club, di durata triennale, venendo contestualmente ceduto in prestito all'Amarante. Rientrato al Paços, a causa di un infortunio non viene impiegato nella prima parte di stagione; il 4 gennaio 2021 si trasferisce al Real SC. Il 19 luglio seguente, dopo aver prolungato per altre due stagioni con il Paços, passa a titolo temporaneo al Torreense, con cui conquista la promozione in Segunda Liga; il 12 luglio 2022 il prestito viene rinnovato per un'altra stagione. Tornato al Paços Ferreira, disputa una buona stagione con il club, venendo scelto dai tifosi della squadra come giocatore dell'anno.
Il 10 giugno 2024 viene tesserato dal CFR Cluj.

## Statistiche

### Presenze e reti nei club
Statistiche aggiornate al 31 marzo 2025.
| Stagione         | Squadra          | Campionato       | Campionato | Campionato | Coppe nazionali | Coppe nazionali | Coppe nazionali | Coppe continentali | Coppe continentali | Coppe continentali | Altre coppe | Altre coppe | Altre coppe | Totale | Totale | Totale |
| Stagione         | Squadra          | Comp             | Pres       | Reti       | Comp            | Pres            | Reti            | Comp               | Pres               | Reti               | Comp        | Pres        | Reti        | Pres   | Reti   |        |
| ---------------- | ---------------- | ---------------- | ---------- | ---------- | --------------- | --------------- | --------------- | ------------------ | ------------------ | ------------------ | ----------- | ----------- | ----------- | ------ | ------ | ------ |
| 2019-2020        | Amarante         | CP               | 22         | 2          | TP              | 2               | 0               | -                  | -                  | -                  | -           | -           | -           | 24     | 2      |        |
| gen.-giu. 2021   | Real SC          | CP               | 9          | 2          | TP              | -               | -               | -                  | -                  | -                  | -           | -           | -           | 9      | 2      |        |
| 2021-2022        | Torreense        | L3               | 23+1       | 2          | TP              | 2               | 0               | -                  | -                  | -                  | -           | -           | -           | 26     | 2      |        |
| 2022-2023        | Torreense        | SL               | 28         | 2          | TP+CdL          | 1+2             | 0+1             | -                  | -                  | -                  | -           | -           | -           | 31     | 3      |        |
| Totale Torreense | Totale Torreense | Totale Torreense | 51+1       | 4          |                 | 5               | 1               |                    | -                  | -                  |             | -           | -           | 57     | 5      |        |
| 2023-2024        | Paços Ferreira   | SL               | 23         | 0          | TP+CdL          | 0+1             | 0               | -                  | -                  | -                  | -           | -           | -           | 24     | 0      |        |
| 2024-2025        | CFR Cluj         | L1               | 25         | 1          | CR              | 1               | 0               | UCoL               | 0                  | 0                  | -           | -           | -           | 26     | 1      |        |
| 2025-2026        | CFR Cluj         | L1               | -          | -          | CR              | -               | -               | UEL                | -                  | -                  | SR          | -           | -           | -      | -      |        |
| Totale carriera  | Totale carriera  | Totale carriera  | 130+1      | 9          |                 | 9               | 1               |                    | 0                  | 0                  |             | -           | -           | 140    | 10     |        |

## Palmarès

### Club

#### Competizioni nazionali
- Terceira Liga: 1

Torreense: 2021-2022
- Coppa di Romania: 1

CFR Cluj: 2024-2025